# Lutz Dombrowski
Lutz Dombrowski (* 25. Juni 1959 in Zwickau) ist ein ehemaliger deutscher Leichtathlet. Er wurde 1980 Olympiasieger.

## Leben
Dombrowski war einer der besten Weitspringer der DDR. Nachdem er bereits 1979 beim Europacup in Turin gewonnen hatte, gewann er 1980 die Goldmedaille bei den, durch den US-Olympiaboykott geprägten, Olympischen Spielen in Moskau. Mit 8,54 m (Europarekord und Weltjahresbestleistung), seinem Siegsprung in Moskau, ist er noch heute deutscher Freiluft-Rekordhalter. 1982 wurde er in Athen Europameister. 1979 und 1984 war er DDR-Meister. 2003 wurde Dombrowski als neunter Sportler in die „Hall of Fame“ von leichtathletik.de aufgenommen.
Dombrowski war für den SC Karl-Marx-Stadt aktiv. Er hatte bei einer Größe von 1,87 m ein Wettkampfgewicht von 87 kg. In den nach der Wende öffentlich gewordenen Unterlagen zum Staatsdoping in der DDR fand sich bei den gedopten Sportlern auch der Name von Dombrowski.
Im November 1991 war Lutz Dombrowski der erste ostdeutsche Sportler, der als inoffizieller Mitarbeiter (IM) der Stasi enttarnt wurde. Nach eigenen Aussagen verpflichtete er sich zur Stasi-Mitarbeit im Laufe des Jahres 1979 mit dem Auftrag, über Abwerbungsversuche des Westens zu berichten. In seiner achtjährigen IM-Tätigkeit lieferte er insgesamt 30 Berichte an die Stasi ab. Laut eigener Aussage erhielt Dombrowski für die Tätigkeit kein Geld. „Sport war damals Klassenkampf, und genauso habe ich es auch gesehen“, sagte er 1991 gegenüber dem Fernsehsender Premiere. Er habe Angst gehabt, nicht mehr ins Ausland reisen zu dürfen, begründete er seine Tätigkeit für die Stasi. Nach der Wende war Dombrowski parteiloser Abgeordneter im Parlament der Stadt Chemnitz, gehört dort aber der Fraktion der PDS an.
Dombrowski absolvierte eine Ausbildung zum Maschinen- und Anlagenmonteur und belegte ein Fernstudium an der FS für Technologie der Metallverarbeitung Glauchau. Von 1989 bis 1992 studierte er an der DHfK Leipzig und wurde Diplom-Sportlehrer. Er arbeitet als Angestellter für den Stadtsportverband in Schwäbisch Gmünd. Dombrowskis Tochter Susann war Sprinterin und Weitspringerin beim LAC Erdgas Chemnitz.

## Auszeichnungen (Auswahl)
- 1980 und 1984: Vaterländischer Verdienstorden in Silber